# Жозе Туре
Жозе́ Туре́ (фр. José Touré, нар. 24 квітня 1961, Нансі) — колишній французький футболіст, нападник, фланговий півзахисник.
Відомий виступами за «Нант», а також національну збірну Франції. Олімпійський чемпіон 1984 року в Лос-Анджелесі. Чемпіон Франції та володар національного Кубку. 

## Клубна кар'єра
За 11 сезонів проведених у першому дивізіоні — Д 1 виступав за такі клуби: «Нант», «Бордо» та «Монако». Всього за цей період зіграв 256 ігор та забив 74 голи. Триразовий чемпіон Франції, двічі з «Нантом» у 1980 і 1983 роках. У 1987 році разом з «Бордо» став як чемпіоном, так і володарем Кубку Франції.

## Єврокубки
З 9 сезонів у великому футболі 7 разів стартував у європейських клубних турнірах, при цьому зіграв 37 матчів і забив 10 голів. Для 1980-х років це досить пристойний підсумок.
Найкраще досягнення — півфінал у розіграші Кубка кубків тричі: у сезоні 1979-80 у складі «Нанта», у сезоні 1986-87 у складі «Бордо» та в сезоні 1989-90 у складі «Монако». 
Свою першу гру в єврокубках провів у складі «Нанта» проти румунського клубу «Стяуа» у Кубок кубків восени 1979. Вийшовши на заміну на 77-ій хвилині, уже через 7 Жозе забив свій перший і переможний м'яч — 3:2. 
А осінню 1988 року відзначився дублем у грі проти «Брюгге» — 6:1. Як виявилося, ці голи були фінальним акордом в європейському клубному небосхилі. Його клуб «Монако» змагався у Кубку чемпіонів. Перший півфінал у Кубку кубків навесні 1990 у складі монегасків проти «Сампдорії», був останнім у клубному європейському футболі.

#### Цікаві факти
У складі бретанців та аквітанців у трьох різних сезонах зустрічався з радянськими, точніше, московськими командами — «Динамо» у Кубку кубків у березні 1980, «Спартаком» наприкінці 1985 року у Кубку УЄФА та навесні 1987 з «Торпедо» у Кубку кубків. У цих 5 іграх, забив 4 голи. Причому всі ці м'ячі були вирішальними. І завжди клуб, в якому виступав Жозе, проходив далі.

### Статистика виступів у єврокубках по сезонах
| Сезон             | Клуб              | Турнір          | Досягнення    | Матчі | Перемоги | Нічиї | Поразки | Голи |
| ----------------- | ----------------- | --------------- | ------------- | ----- | -------- | ----- | ------- | ---- |
| 1979-80           | «Нант»            | Кубок кубків    | 1/2 фіналу    | 4     | 2        | 0     | 2       | 2    |
| 1980-81           | «Нант»            | Кубок чемпіонів | 1/8 фіналу    | 4     | 2        | 1     | 1       | 0    |
| 1981-82           | «Нант»            | Кубок УЄФА      | 1/32 фіналу   | 1     | 0        | 0     | 1       | 0    |
| 1983-84           | «Нант»            | Кубок чемпіонів | 1/16 фіналу   | 2     | 1        | 0     | 1       | 0    |
| 1985-86           | «Нант»            | Кубок УЄФА      | 1/4 фіналу    | 8     | 3        | 3     | 2       | 3    |
| 1986-87           | «Бордо»           | Кубок кубків    | 1/2 фіналу    | 4     | 2        | 2     | 2       | 2    |
| 1987-88           | «Бордо»           | Кубок чемпіонів | 1/4 фіналу    | 5     | 3        | 2     | 0       | 1    |
| 1988-89           | «Монако»          | Кубок чемпіонів | 1/4 фіналу    | 3     | 1        | 0     | 2       | 2    |
| 1989-90           | «Монако»          | Кубок кубків    | 1/2 фіналу    | 6     | 0        | 6     | 0       | 0    |
| ВСЬОГО            | «Нант»            | 5 євросезонів   | 5 євросезонів | 19    | 8        | 4     | 7       | 5    |
| ВСЬОГО            | «Бордо»           | 2 євросезона    | 2 євросезона  | 9     | 5        | 4     | 2       | 3    |
| ВСЬОГО            | «Монако»          | 2 євросезона    | 2 євросезона  | 9     | 1        | 6     | 2       | 2    |
| Усього за кар'єру | Усього за кар'єру | 9 євросезонів   | 9 євросезонів | 37    | 14       | 14    | 11      | 10   |

### Статистика по турнірах
| Турнір          | Сезони | Матчі | Перемоги | Нічиї | Поразки | Голи |
| --------------- | ------ | ----- | -------- | ----- | ------- | ---- |
| Кубок чемпіонів | 4      | 14    | 7        | 3     | 4       | 3    |
| Кубок кубків    | 3      | 14    | 4        | 8     | 4       | 4    |
| Кубок УЄФА      | 2      | 9     | 3        | 3     | 3       | 3    |

### Єврокубкова статистика: сезони, турніри, матчі, голи
(1) — перший матч;

 (2) — другий матч.

 (3) — реалізував післяматчевий пенальті

 (4) — не реалізував післяматчевий пенальті

## Виступи за збірну
За 7 років у збірній (з 1983 по 1989) провів 16 ігор і забив 4 м'ячі. 
Дебют у збірній — товариська гра зі збірною Югославії на Парк де Пренс 23 квітня 1983 року. У цьому ж матчі забив перший м'яч і французи виграли — 4:0. Останній виступ — 7 лютого 1989 року в Дубліні з ірландцями — 0:0. 
У 1984 році завоював «футбольне золото» на Олімпіаді у Лос-Анджелесі. Грав у 4 поєдинках  турніру. 
У 1985 році виграв Кубок Артеміо Франкі — одноматчевий турнір між чемпіонами Європи та Південної Америки, який проводився під егідою ФІФА. 21 серпня на «Парк де Пренс» забив другий гол у ворота Уругваю — 2:0.
А в Москві 9 вересня 1987 року у відбірковому матчі чемпіонату Європи відкрив рахунок у грі з командою СРСР, але це був останній гол Жозе у складі «синіх».

### Статистика матчів за збірну
| Турнір               | Матчі | Перемоги | Нічиї | Поразки | Голи |
| -------------------- | ----- | -------- | ----- | ------- | ---- |
| Товариські матчі     | 6     | 2        | 3     | 1       | 1    |
| Чемпіонат Європи     | —     | —        | —     | —       | —    |
| Кваліфікація ЧЄ      | 3     | 1        | 2     | 0       | 1    |
| Чемпіонат світу      | —     | —        | —     | —       | —    |
| Кваліфікація ЧС      | 6     | 2        | 1     | 3       | 1    |
| Кубок Артеміо Франкі | 1     | 1        | 0     | 0       | 1    |
| ВСЬОГО               | 16    | 6        | 6     | 4       | 4    |

### Жозе Туре на Олімпіаді-1984
| Рік  | Турнір         | Місце | Матчі | Перемоги | Нічиї | Поразки | Голи |
| ---- | -------------- | ----- | ----- | -------- | ----- | ------- | ---- |
| 1984 | Олімпіада-1984 |       | 4     | 2        | 2     | 0       | 0    |

## Титули і досягнення
- «Нант»

 Ліга 1:  1979-80,  1982-83
- «Бордо»

 Ліга 1:  1986-87
Кубок Франції з футболу:  1986-87
Суперкубок Франції з футболу:  1986
- Збірна Франції

 Олімпійський чемпіон: 1984
 Володар Кубка Артеміо Франкі: 1985